# Parti national-libéral (Liban)
Pour les articles homonymes, voir Parti national libéral et PNL.
Le Parti national libéral (en arabe : حزب الوطنيين الأحرار, Hizbu-l-wataniyyīni-l-ahrār, littéralement « Parti des patriotes libres », abrégé en PNL), parfois appelé Al-Ahrar, est un parti politique libanais créé par l’ancien président Camille Chamoun qui le dirige jusqu’en 1985. Son fils Dany lui succède alors jusqu’à son assassinat en 1990. L’autre fils de Camille, Dory, prend la place de son frère et reste depuis le chef du parti.
Le parti est laïc – quoiqu’à grande majorité chrétienne – et prend part à la guerre du Liban dans le camp chrétien contre les milices palestiniennes de l’OLP et leurs alliés libanais.

## Création
Camille Chamoun démissionne en 1958 de son poste de président de la République libanaise. La même année, il crée le Parti national libéral (PNL). En 1968, ce dernier obtient 11 des 99 sièges du Parlement libanais.

## Guerre civile
Le PNL est très actif durant la guerre civile libanaise de 1975 à 1990, car il rentre dans le Front libanais dominé par les Kataëb, jusqu’au point de créer sa propre milice, dite « les Tigres » (Noumour al-Ahrar).
Le 7 juillet 1980, la milice est absorbée par les Forces libanaises (FL) après une opération militaire éclair visant à « unifier le fusil chrétien » (pour citer Bachir Gemayel, le chef des FL). En moins d'une journée, on compte 70 morts et une centaine de blessés.
En 1990, le parti, désormais aux mains du fils de Camille Chamoun, Dany, s’oppose à l’accord de Taëf qui, selon Chamoun, permet à la Syrie de contrôler totalement le Liban.
Pendant la guerre qui oppose l’armée libanaise – sous le commandement du général Michel Aoun – à la milice des FL en 1990, Dany Chamoun se retire du Front libanais et forme avec d’anciens membres (notamment le secrétaire général du PNL de l’époque, Émile Najm, et le journaliste d’An-Nahar Gébrane Tuéni) le nouveau Front Libanais, qui soutient le général Aoun.
Le 21 octobre 1990, Dany Chamoun, sa femme Ingrid et deux de ses quatre enfants sont assassinés dans leur maison, une semaine après la défaite de l'armée libanaise par son homologue syrienne et les FL. En 1994, l'État arrête Samir Geagea, chef des FL, qui est vite inculpé et condamné pour ce meurtre. Toutefois, certains dénoncent ce traitement judiciaire, car ils considèrent qu'il est intervenu après le refus répété de Geagea de participer aux gouvernements successifs, jugés pro-syriens car désignés par la puissance tutélaire syrienne.

## Le parti aujourd’hui
En 2001, le parti rejoint le rassemblement chrétien de Kornet Chehwane qui, à l'époque, rassemblait les chrétiens opposés à la présence syrienne au Liban. En 2005, le PNL quitte Kornet Chehwane à cause de la corruption selon Chamoun, mais les raisons viennent probablement de l'échec de ses membres à s'entendre avant les élections parlementaires de cette année. D'autant plus que le parti n'obtient aucun siège au parlement, confirmant ainsi sa regression dans le camp chrétien depuis que Dory Chamoun est à la tête du parti. Ce dernier se met à critiquer par la suite le Courant patriotique libre (CPL) de Michel Aoun, qui obtient plus de 60 % des voix des chrétiens aux élections.
Le PNL fait partie de 2005 à 2016 du rassemblement du 14-Mars, qui comprend le Courant du Futur de Saad Hariri, les FL de Samir Geagea et le Parti socialiste progressiste (PSP) de Walid Joumblatt.
En 2009, Dory Chamoun parvient à emporter un siège de député au Chouf avec le soutien du PSP et du courant du Futur, écrasant ainsi ses adversaires du CPL, en accumulant 61936 voix et en prouvant par la même occasion la force des Chamounistes dans la région.
En 2011, le PNL s'oppose au cabinet de Najib Mikati composé essentiellement de la coalition du 8 mars. C'est dans ce contexte que des centaines de partisans manifestent pour la chute du gouvernement en 2013, soutenus par les autres composantes de la coalition du 14 mars, jusqu'à la démission de Najib Mikati en août.
En juillet 2015, le parti tient ses élections internes qui voient la réélection de Dory Chamoun comme président et Robert Khoury au poste de vice-président, mais aussi l'élection d'un nouveau conseil politique. Ce scrutin très serré voit la naissance d'un courant réformateur au sein du PNL.
Le 11 octobre 2015, le PNL organise comme chaque année un rassemblement politique à Baabda pour célébrer le 25e anniversaire de l'assassinat de Dany Chamoun au siège des Antonins. Étaient présents à la cérémonie l'ancien président de la République Michel Sleiman ; les ministres Boutros Harb, Ashraf Rifi, Alain Hakim, Sezaan Kazi ; les députés Marwan Hamadé, Sethrida Geagea, Ahmad Fatfat, Robert Ghanem, ainsi que d'autres personnalités politiques du Bloc du 14-Mars. Durant cet événement, Dory Chamoun, lors de son discours de clôture de la cérémonie, s'en prend très violemment à Michel Aoun, qu'il accuse d'être la cause de la vacance présidentielle.
Lors de l'élection présidentielle libanaise, Chamoun supporte Samir Geagea. Mais lorsque celui-ci se retire et choisit Michel Aoun comme candidat, le PNL refuse avec le parti des Phalanges libanaises d'élire ce dernier et penche pour un candidat du 14 mars ou un indépendant plus consensuel.
Après l'élection d'Aoun à la tête de l'État, c'est Saad Hariri qui est sollicité pour former un nouveau gouvernement. Le PNL, dont la relation avec le président s'est apaisée, demande de participer au cabinet d'union nationale. Mais ni lui ni le parti Kataëb ne parviennent à rentrer au gouvernement. Dory Chamoun annonce alors qu'il ne votera pas la confiance au cabinet et s'éloigne du courant du Futur.
Dory Chamoun a été de 1990 à 2021 le chef du parti, et Elias Abou Assi son secrétaire général depuis 1998. Ensuite, depuis avril 2021, Camille Dory Chamoun est chef du PNL.